# 42-es főút
42-es főút (ungarisch für ‚Hauptstraße 42‘) ist eine ungarische Hauptstraße und verläuft von Püspökladány nach Ártánd an der rumänischen Grenze. 
Ihre Gesamtlänge beträgt 59 Kilometer. Auf rumänischer Seite bildet die Drum național 1 ihre Fortsetzung.